# Aylostera tarvitaensis
Aylostera tarvitaensis es una especie de planta suculenta perteneciente al género Aylostera, dentro de la familia Cactaceae. Es endémica de Bolivia y anteriormente se le conocía como Rebutia tarvitaensis.

## Descripción
Aylostera tarvitaensis es una especie de cactus pequeño que crece normalmente de forma solitaria. Tiene tallos que van de esféricos o globosos a cilíndricos, de piel verde clara. Pueden alcanzar diámetros de 2 a 3 cm, con la raíz en forma de remolacha diminuta.
Presenta aproximadamente de 13 a 15 costillas divididas en tubérculos bajos. Las areolas son ovaladas, de aproximadamente 1,5 mm de largo y 1 mm de ancho, de color marrón amarillento. Sólo se distinguen de 7 a 9 espinas marginales, de 2,5 a 5 mm de largo, débilmente aciculares, finas y flexibles, distribuidas radialmente, inicialmente de color marrón rojizo  aunque luego se tornan grisáceas.

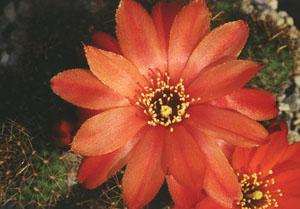
Detalle de la flor

Las flores tienen forma de embudo y son de color rojo anaranjado, de hasta 6 cm de largo y 5 o 6 cm de diámetro. Es una de las especies del género con las flores más grandes. El fruto es globoso, de 4 a 5 mm de ancho, de color marrón verdoso, cubierto de lana y cerdas blanquecinas, con un pequeño número de semillas bastante grandes. Las semillas son de color negro pardusco, de aproximadamente 1,3 mm de tamaño, ovoides, con un hilio basal.

## Distribución y hábitat
El área de distribución nativa de esta especie es el sur de Bolivia y crece principalmente en biomas desérticos o de matorrales secos.

## Taxonomía
La primera descripción de esta especie fue como Rebutia tarvitaensis, publicada en 1977 por el botánico alemán Friedrich Ritter en la revista científica Kakteen und andere Sukkulenten 28: 78.
Más tarde, los botánicos Stefano Mosti y Alessio Papini trasladaron la especie al género Aylostera, por lo que pasó a llamarse Aylostera tarvitaensis. Registraron estos cambios en la revista científica Pakistan Journal of Botany 43: 2779, publicada en 2011.

Etimología
- Aylostera: nombre genérico formado a partir de las palabras griegas aulos, transliterado irregularmente como aylos, (que significa 'tubo') y stereos (que significa 'sólido'), en alusión al tubo floral sólido que poseen.[4]
- tarvitaensis: epíteto geográfico que hace referencia a la localidad de Tarvita (Bolivia), lugar donde se descubrió la especie. Decir que el sufijo ensisse utiliza comúnmente en la nomenclatura botánica para denotar que algo proviene de un lugar específico.[5]

## Usos
Se cultiva principalmente como planta ornamental y su propagación se realiza normalmente a través de hijuelos o semillas.